# Sybase
Sybase Inc. (NYSE: SY) fue una compañía dedicada al desarrollo de tecnología de la información. Fue fundada en Berkeley, California (EE. UU.), en 1984, y operó como empresa independiente hasta que SAP anunció su plan de adquirirla en mayo de 2010. En julio de ese mismo año, se completa la operación por valor de 4.567 millones de euros.

## Productos

### Gestores de bases de datos
- Adaptive Server Enterprise, un motor de base de datos empresarial de alto rendimiento y escalabilidad
- Adaptive Server Anywhere, una base de datos para computación móvil y departamental
- Sybase IQ, una base de datos para Inteligencia Empresarial y Almacenes de Datos

### Continuidad del negocio
Productos que permiten reducir el costo de recuperar datos remotamente, minimizando el riesgo del negocio y asegurando la integridad de los datos. Entre estos productos se cuentan:
- Replication Server, una herramienta para replicación asincrónica entre sistemas heterogéneos
- Mirror Activator, que trabaja en conjunto con sistemas de replicación de almacenamiento para replicar transacciones de bases de datos de un log en espejo hacia un servidor ASE (Adaptive Server Enterprise) o base de datos Oracle
- OpenSwitch, solución de disponibilidad continua

### Integración de Datos
- Data Integration Suite, que ofrece un conjunto amplio y modular de tecnologías con herramientas avanzadas e integradas de modelamiento, desarrollo y gestión. Esta arquitectura hace que sea fácil acelerar el flujo de datos para responder a los más serios retos de integración, sean estos orientados al negocio, como CRM, o enfocados a la tecnología, como desarrollo de aplicaciones orientado a servicios.

### Desarrollo de Aplicaciones
- PowerBuilder, un ambiente integrado para el desarrollo rápido de aplicaciones web y cliente/servidor
- PocketBuilder, una herramienta de desarrollo para dispositivos móviles basados en PocketPC
- DataWindow .NET, un componente que permite el uso del DataWindow en el ambiente Microsoft .NET
- Workspace, un ambiente integrado basado en Eclipse, que permite el modelamiento y desarrollo de aplicaciones en Arquitecturas Orientadas a Servicios
- EAServer, un servidor de aplicaciones compatible con la plataforma J2EE

### Modelamiento y metadatos
- PowerDesigner, una herramienta para modelamiento de datos y procesos de negocio

### Soluciones móviles
- Information Anywhere Suite, fao que es una plataforma de software segura, escalable y móvil que responde a los requerimientos de tecnología de información de las empresas de hoy.
- SQL Anywhere Studio, una solución para la gestión, movilización y sincronización de datos (incluye la ya mencionada base de datos Adaptive Server Anywhere)
- Sybase Unwired Accelerator, que acelera la movilización de aplicaciones Web y de fuentes de datos para brindar acceso siempre disponible.
- AvantGo, servicio móvil gratuito que entrega información personalizada a dispositivos móviles tipo PDA.